# Let Battle Commence
Let Battle Commence è il terzo album in studio dell'epic/doom metal band italiana DoomSword.

## Tracce
1. Heathen Assault – 8:27
2. In the Battlefield – 5:20
3. Woden's Reign – 7:01
4. Deathbringer – 7:45
5. The Siege – 8:20
6. Blood Eagle – 8:11
7. My Name Will Live on – 7:33

## Formazione
- Deathmaster - voce
- The Forger - chitarra
- Guardian Angel II - chitarra
- Dark Omen - basso
- WrathLord - batteria